# The Thermals
The Thermals fue una banda estadounidense de rock formada en el 2002 en la ciudad de Portland, Oregón, el grupo fue muy caracterizado por tener sonidos y presentaciones en los escenarios a lo largo de su carrera musical disonantes, ágiles, salvajes, y alternativos con una grande influencia del punk de los años 70 y 80, desde su separación, actualmente es consolidada como un grupo de culto. 
Lograron éxito gracias al álbum del 2006 titulado "The Body, the Blood, the Machine" realizado por Sub Pop en donde vinieron éxitos del grupo como "Returning to the Fold", "A Pillar of Salt" y "Here's Your Future". 
Sus canciones relatan temas y grandes críticas acerca de la política y la religión, basándolos en influencias del rock cómico. 
Recientemente sacaron su séptimo y último álbum de estudio en el 2016 titulado "We Disappear".
Su sencillo "Here's Your Future" aparece en el videojuego de THQ y Volition, Inc.: Saints Row 2.
El 9 de abril de 2018, The Thermals oficialmente anuncia su separación desde su sitio oficial del grupo.

## Integrantes

### Exintegrantes
- Hutch Harris - vocal, guitarra (2002 - 2018)
- Kathy Foster - bajo, vocal de apoyo (2002 - 2018)
- Westin Glass - batería, vocal de apoyo (2008 - 2018)
- Jordan Hudson - batería (2002 - 2005)
- Ben Barnett - guitarra (2002 - 2003)
- Caitlin Love - batería (2006)
- Lorin Coleman - batería (2007 - 2008)
- Joel Burrows - guitarra (2007)

## Discografía

### Álbumes de estudio
- 2003: "More Parts per Million" (Sub Pop)
- 2004: "Fuckin A" (Sub Pop)
- 2006: "The Body, the Blood, the Machine" (Sub Pop)
- 2009: "Now We Can See" (Kill Rock Stars)
- 2010: "Personal Life" (Kill Rock Stars)
- 2013: "Desperate Ground" (Saddle Creek Records)
- 2016: "We Disappear" (Saddle Creek Records)

### EP
- 2013: "Desperate Ground"

### Recopilaciones
- 2003: "Infecting the Galaxy One Planet at a Time"
- 2003: "New Noises Vol. 59"
- 2003: "OORgasm 14"
- 2004: "Patient Zero"
- 2004: "PDX Pop Now! 2004"
- 2004: "New Noises Vol. 66"
- 2005: "A House Full of Friends"
- 2006: Terminal Sales Vol. 2: This Delicious"
- 2007: "Bridging the Distance: A Portland, OR Covers Compilation"
- 2014: "Crazed MP3 Fans: Volume One"

### Sencillos
- "No Culture Icons"
- "How We Know"
- "A Pillar of Salt"
- "Returning to the Fold"
- "When I Died" - (colaboración con Thao & The Get Down Stay Down)
- "Now We Can See"
- "Here's Your Future"
- "We Were Sick"
- "Canada"
- "Separate / So Hot Now" - (colaboración con The Cribs)
- "I Don't Believe You"
- "Never Listen to Me"
- "Not Like Any Other Feeling"
- "Born to Kill"